# You Make It Feel Like Christmas (chanson)
Singles de Gwen Stefani
Misery
(2016) Santa Baby
(2017)
You Make It Feel Like Christmas est le troisième single de Gwen Stefani sorti le 22 septembre 2017 extrait de son album You Make It Feel Like Christmas.

## Classements
| Classement (2017-18)                | Meilleure position |
| ----------------------------------- | ------------------ |
| États-Unis (Bubbling Under Hot 100) | 2                  |
| États-Unis (Adult Contemporary)     | 9                  |
| États-Unis (Digital Songs)          | 37                 |